# WTA Tampa
Das WTA-Turnier von Tampa (offiziell: Eckerd Tennis Open) war ein Damen-Tennisturnier der WTA Tour, das von 1979 bis 1982 und von 1984 bis 1990 in Tampa, Florida, Vereinigte Staaten ausgetragen wurde. 1977 fand es in Palm Harbor, 1978 in Clearwater (Florida) und 1983 in Tarpon Springs statt.

## Siegerliste

### Einzel
| Jahr                    | Siegerin            | Finalgegnerin           | Ergebnis      |
| ----------------------- | ------------------- | ----------------------- | ------------- |
| 1977                    | Virginia Ruzici     | Laura duPont            | 6:4, 4:6, 6:2 |
| 1978                    | Virginia Wade       | Anna Maria Fernández    | 6:4, 7:6      |
| 1979                    | Evonne Goolagong    | Virginia Wade           | 6:0, 6:3      |
| 1980                    | Andrea Jaeger       | Tracy Austin            | kampflos      |
| 1981                    | Martina Navratilova | Bettina Bunge           | 5:7, 6:2, 6:0 |
| 1982                    | Chris Evert-Lloyd   | Andrea Jaeger           | 3:6, 6:1, 6:4 |
| 1983                    | Martina Navratilova | Pam Shriver             | 6:3, 6:2      |
| 1984                    | Michelle Torres     | Carling Bassett         | 6:1, 7:6      |
| 1985                    | Stephanie Rehe      | Gabriela Sabatini       | 6:4, 6:7, 7:5 |
| 1986                    | Lori McNeil         | Zina Garrison           | 2:6, 7:5, 6:2 |
| 1987                    | Chris Evert         | Kate Gompert            | 6:3, 6:2      |
| ↓ Kategorie: Tier IV ↓  |                     |                         |               |
| 1988                    | Chris Evert         | Arantxa Sánchez Vicario | 7:6, 6:4      |
| 1989                    | Conchita Martínez   | Gabriela Sabatini       | 6:3, 6:2      |
| ↓ Kategorie: Tier III ↓ |                     |                         |               |
| 1990                    | Monica Seles        | Katerina Maleewa        | 6:1, 6:0      |

### Doppel
| Jahr                    | Siegerinnen                          | Finalgegnerinnen                    | Ergebnis      |
| ----------------------- | ------------------------------------ | ----------------------------------- | ------------- |
| 1977                    | Delina Ann Boshoff Ilana Kloss       | Brigette Cuypers Marise Kruger      | 6:7, 6:2, 6:2 |
| 1978                    | Martina Navratilova Anne Smith       | Kerry Reid Wendy Turnbull           | 7:6, 6:3      |
| 1979                    | Anne Smith Virginia Ruzici           | Ilana Kloss Betty-Ann Stuart        | 7:5, 4:6, 7:5 |
| 1980                    | Rosie Casals Candy Reynolds          | Anne Smith Paula Smith              | 7:6, 7:5      |
| 1981                    | Rosie Casals Wendy Turnbull          | Martina Navratilova Renáta Tomanová | 6:3, 6:4      |
| 1982                    | Ann Kiyomura Paula Smith             | Mary-Lou Piatek Wendy White         | 6:2, 6:4      |
| 1983                    | Martina Navratilova Pam Shriver      | Bonnie Gadusek Wendy White          | 6:0, 6:1      |
| 1984                    | Carling Bassett Elizabeth Smylie     | Mary Lou Daniels Wendy White        | 6:4, 6:3      |
| 1985                    | Carling Bassett Gabriela Sabatini    | Lisa Bonder Laura Arraya            | 6:0, 6:0      |
| 1986                    | Elise Burgin Rosalyn Fairbank        | Gigi Fernández Kim Sands            | 7:5, 6:2      |
| 1987                    | Chris Evert Wendy Turnbull           | Elise Burgin Rosalyn Fairbank       | 6:4, 6:3      |
| ↓ Kategorie: Tier IV ↓  |                                      |                                     |               |
| 1988                    | Terry Phelps Raffaella Reggi         | Cammy MacGregor Cynthia MacGregor   | 6:2, 6:4      |
| 1989                    | Brenda Schultz Andrea Temesvári      | Elise Burgin Rosalyn Fairbank       | 7:6, 6:4      |
| ↓ Kategorie: Tier III ↓ |                                      |                                     |               |
| 1990                    | Mercedes Paz Arantxa Sánchez Vicario | Sandra Cecchini Laura Gildemeister  | 6:2, 6:0      |